# Becquerelit
Becquerelit ist ein eher selten vorkommendes Mineral aus der Mineralklasse der „Oxide und Hydroxide“. Es kristallisiert im orthorhombischen Kristallsystem mit der chemischen Zusammensetzung Ca[(UO2)6|O4|(OH)6] · 8H2O und entwickelt meist durchsichtige, tafelige bis prismatische und pseudohexagonale Kristalle, aber auch körnige Aggregate und Krusten von braungelber, bernsteingelber bis zitronengelber und gelboranger Farbe bei gelber Strichfarbe. Auf den Kristallflächen zeigt sich ein diamant- bis fettähnlicher Glanz.

## Etymologie und Geschichte
Erstmals entdeckt wurde Becquerelit in der Shinkolobwe Mine in der Provinz Haut-Katanga der Demokratischen Republik Kongo und beschrieben 1922 von Alfred Schoep (1881–1966), der das Mineral zu Ehren des Entdeckers der Radioaktivität, Antoine Henri Becquerel (1852–1908), benannte.
Das Typmaterial des Minerals wird im Muséum national d’histoire naturelle (MHN, Museum, Paris) in Paris (Frankreich) unter der Sammlungs-Nr. 122.135 aufbewahrt.

## Klassifikation
Bereits in der veralteten 8. Auflage der Mineralsystematik nach Strunz gehörte der Becquerelit zur Mineralklasse der „Oxide und Hydroxide“ und dort zur Abteilung der „Hydroxide“, wo er als Namensgeber die „Becquerelit-Reihe“ mit der System-Nr. IV/F.12 und den weiteren Mitgliedern Billietit und Compreignacit sowie im Anhang mit Wölsendorfit bildete.
Im zuletzt 2018 überarbeiteten und aktualisierten Lapis-Mineralienverzeichnis nach Stefan Weiß, das sich aus Rücksicht auf private Sammler und institutionelle Sammlungen noch nach dieser alten Form der Systematik von Karl Hugo Strunz richtet, erhielt das Mineral die System- und Mineral-Nr. IV/H.03-20. In der „Lapis-Systematik“ entspricht dies der Abteilung „Uranyl([UO2]2+)-Hydroxide“, wo Becquerelit zusammen mit Billietit, Compreignacit, Leesit, Masuyit und Protasit eine eigenständige, aber unbenannte Gruppe bildet.
Die seit 2001 gültige und von der International Mineralogical Association (IMA) zuletzt 2009 aktualisierte 9. Auflage der Strunz'schen Mineralsystematik ordnet den Becquerelit ebenfalls in die feiner unterteilte Abteilung der „Uranyl-Hydroxide“ ein. Diese ist zudem weiter unterteilt nach der möglichen Anwesenheit zusätzlicher Kationen sowie der Kristallstruktur, so dass das Mineral entsprechend seiner Zusammensetzung und seinem Aufbau in der Unterabteilung „Mit zusätzlichen Kationen (K, Ca, Ba, Pb usw.), mit vorwiegend UO2(O,OH)5 pentagonalen Polyedern“ zu finden ist, wo es ebenfalls namensgebend die „Becquerelitgruppe“ mit der System-Nr. 4.GB.10 und den weiteren Mitgliedern Billietit und Protasit bildet.
Auch die Systematik der Minerale nach Dana ordnet den Becquerelit in die Klasse der „Oxide und Hydroxide“, dort allerdings in die Abteilung der „Uran- und thoriumhaltigen Oxide“ ein. Hier ist er ebenfalls als Namensgeber der „Becquerelitgruppe“ mit der System-Nr. 05.07.01 und den weiteren Mitgliedern Compreignacit und Billietit innerhalb der Unterabteilung der „Uran- und thoriumhaltigen Oxide mit Alkali- oder hydratisierten Hydroxidkomponenten“ zu finden.

## Kristallstruktur
Becquerelit kristallisiert orthorhombisch in der Raumgruppe Pn21a (Raumgruppen-Nr. 33, Stellung 6) mit den Gitterparametern a = 13,84 Å; b = 12,38 Å und c = 14,92 Å sowie 4 Formeleinheiten pro Elementarzelle.
Die Kristallstruktur von Becquerelit besteht aus Schichten kantenverknüpfter pentagonal-bipyramidaler Uranyl-Einheiten, die untereinander durch Ca2+-Ionen verbrückt werden, welche zusätzlich durch vier Kristallwassermoleküle koordiniert sind. Vier weitere Wassermoleküle werden allein durch Wasserstoffbrückenbindungen in der Struktur gehalten. Die OH-Gruppen verbinden die Uranatome äquatorial in den Schichten; ihre Wasserstoffatome werden ebenfalls durch die freien Kristallwassermoleküle über Wasserstoffbrückenbindungen koordiniert.
| Kristallstruktur von Becquerelit (Polyedermodell) |
| --- |
| - in Richtung der kristallographischen a-Achse - in Richtung der kristallographischen b-Achse - in Richtung der kristallographischen c-Achse - Ansicht der sechs unterschiedlichen Uranyleinheiten in Richtung der kristallographischen c-Achse |
| Farblegende: 0 _ U 0 _ O 0 _ Ca 0 _ Wassermoleküle |

## Eigenschaften
Das Mineral ist durch seinen Urangehalt von bis zu 72 % radioaktiv. Unter Berücksichtigung der Mengenanteile der radioaktiven Elemente in der idealisierten Summenformel sowie der Folgezerfälle der natürlichen Zerfallsreihen wird für das Mineral eine spezifische Aktivität von etwa 129,7 kBq/g angegeben (zum Vergleich: natürliches Kalium 0,0312 kBq/g). Der zitierte Wert kann je nach Mineralgehalt und Zusammensetzung der Stufen deutlich abweichen, auch sind selektive An- oder Abreicherungen der radioaktiven Zerfallsprodukte möglich und ändern die Aktivität.

## Bildung und Fundorte

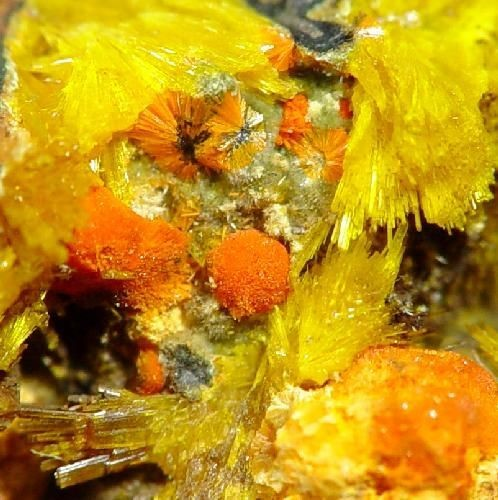
Becquerelit (gelbe Kristalle), Masuyit (rote, kugelige Aggregate) und Fourmarierit (dunkelrote bis bräunliche Aggregate unter dem Becquerelit liegend) aus der Shinkolobwe Mine, Katanga, Demokratische Republik Kongo

Becquerelit bildet sich sekundär als Verwitterungsprodukt von Uraninit in den oxidierten Teilen von Uranlagerstätten, selten aber auch in den Pegmatiten. Begleitminerale sind neben Uraninit unter anderem noch Schoepit, Soddyit, Curit, Fourmarierit, Dewindtit, Ianthinit, Wölsendorfit, Rutherfordin, Masuyit, Kasolit, Johannit, Uranopilit und Zippeit.
Peter Burns et al. beschreiben Becquerelit als Umwandlungsprodukt von abgebranntem Kernbrennstoff. Sie konnten weiterhin zeigen, dass synthetische Becquerelit-Kristalle, die mit natürlichem Becquerelit strukturell identisch sind, die Calcium-Ionen gegen Strontium-Ionen austauschen können, indem die Kristalle in einer SrCl2-Lösung bei 160 °C für 50 Stunden erhitzt wurden. Die Struktur bleibt erhalten, jedoch ändern sich die Dimensionen der Elementarzelle sowie die Raumgruppe. In Analogie zu dem von den Autoren bereits demonstriertem Kationenaustausch in Boltwoodit (Cs gegen K und Na) zeigt dieses Experiment die prinzipielle Möglichkeit des Ionenaustausch in sekundären Uranmineralen, die für die Einlagerung radiotoxikologisch relevanter Nuklide (137Cs, 90Sr) von geologischer und ökologischer Bedeutung ist. Dennoch räumen die Autoren ein, dass es nicht völlig klar ist, ob diese Vorgänge auch unter den geologischen Bedingungen eines Endlagers oder in realistischen Lösungen mit Ionen-Konzentrationen zwischen 100 und 1000 ppm stattfinden können. Entsprechende Experimente, dieses Problem genauer zu untersuchen, stehen jedoch noch aus.
Weltweit konnte Becquerelit bisher an rund 100 Fundorten nachgewiesen werden (Stand 2022). Neben seiner Typlokalität Shinkolobwe Mine fand sich das Mineral in der Demokratischen Republik Kongo noch bei Kolwezi in der Kamoto Principal Mine und der Musonoi Mine.
In Deutschland trat Becquerelit unter anderem in der Grube Clara in Baden-Württemberg; bei Wölsendorf im Landkreis Schwandorf in Bayern; in der Uranlagerstätte von Ellweiler in Rheinland-Pfalz sowie bei Johanngeorgenstadt und Tirpersdorf in Sachsen zutage. In Österreich konnte das Mineral bisher nur bei Mitterberg in der Gemeinde Mühlbach am Hochkönig (Salzburg) nachgewiesen werden und in der Schweiz fand sich unter anderem in mehreren Gegenden des Trienttals und bei Isérables im Kanton Wallis.
Weitere Fundorte sind Argentinien, Australien, China, England (Vereinigtes Königreich), Frankreich, Italien, Kanada, Madagaskar, Mexiko, Neuseeland, Norwegen, Rumänien, Russland, Südafrika, Tschechien und die USA.

## Vorsichtsmaßnahmen
Aufgrund der Toxizität und der starken Radioaktivität des Minerals sollten Mineralproben vom Becquerelit nur in staub- und strahlungsdichten Behältern, vor allem aber niemals in Wohn-, Schlaf- und Arbeitsräumen aufbewahrt werden. Ebenso sollte eine Aufnahme in den Körper (Inkorporation, Ingestion) auf jeden Fall verhindert und zur Sicherheit direkter Körperkontakt vermieden sowie beim Umgang mit dem Mineral Atemschutzmaske und Handschuhe getragen werden.